# Ajumawi
Ajumawi, pleme iz šire grupe Achomawi nastanjeno u sjevernoj Kaliforniji na zapadu Pit River teritorija, između plemena Atuami na istoku, Ilmawi na zapadu i Aporidge ili Aporige na jugu. Kroz južni dio teritorija protječe rijeka Pit River kojoj se sa sjevera kod Fall River Millsa pridružuje Bear Creek. Po ovoj rijeci bavili su se ribarenjem koristeći se pri tome kamenim zamkama postavljenim u obkiku lijevka.
Ajumawi su poznati i kao Fall River Mills people. Potomaka imaju na rezervatima sjeverne Kalifornije. Govorili su dijalektom ajumawi